# Robert Cambert

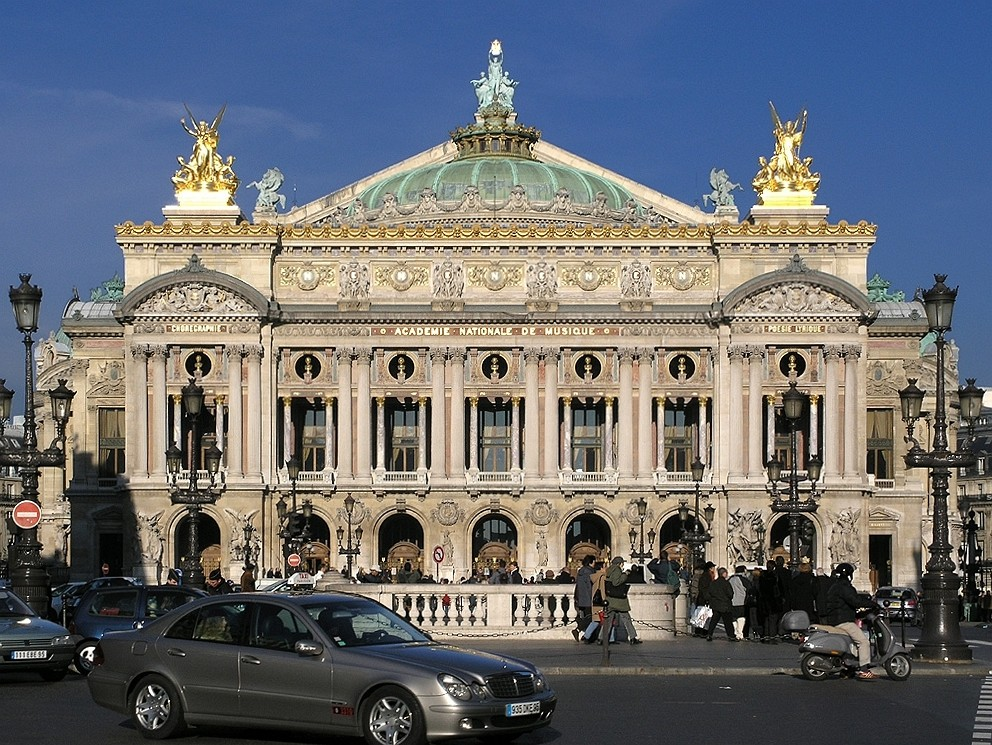
Fachada da Academie Royale de Musique

Robert Cambert (Paris, ca. 1628 - Londres, 1677) foi um compositor francês, principalmente de ópera. Sua ópera Pomone foi a primeira ópera em francês.
Nascido em Paris em 1628, estudou música com Chambonnières. Seu primeiro cargo foi como organista na Igreja de Saint-Honoré em Paris. Em 1655 casou-se com Marie du Moustier e nesta época foi nomeado, sob o patrocínio do Cardeal Mazarino, superintendente de música para a rainha viúva Ana de Áustria, mãe de Luís XIV. Seus primeiros trabalhos, com libreto escrito pelo Abade Pierre Perrin, foram executados com freqüência na corte durante este período. No entanto, após a morte de Mazarino, Cambert foi deslocado para um convento, com sua posição na corte enfraquecida.
Em 1669, Perrin fundou a Academie Royale de Musique e sob os auspícios do rei francês, Cambert foi convidado para se juntar a ele na administração do projeto, que é considerada hoje uma das influências fundamentais da grande ópera. No entanto, tanto Cambert quanto Perrin foram substituídos na academia por Lully. Cambert, furioso com o insulto, e pela falta de interesse em seu trabalho mostrado pela corte francesa, deixou a França em 1673 para prosseguir com sua carreira na Inglaterra. Lá, ele foi calorosamente recebido na corte do rei Carlos II, e foi rapidamente nomeado Master of Baud do Rei. Sua obra passou na França mas foi executada agora em Londres, mas como em Paris, embora aceita na corte, não foi aclamada nos teatros públicos. Suas óperas Pomone, Ariadne e Les Peines et les Plaisirs de L'amour foram executadas tanto na Inglaterra como na França.
Robert Cambert morreu em Londres em 1677. Sua morte foi considerada como sendo um ato de suicídio, mas é possível que ele tenha sido envenenado por um de seus servos.
É provável que Cambert tenha escrito música sacra e para órgão, mas tudo que se conhece além de suas obras dramáticas é um punhado de árias, duetos e trios. Sua música dramática que chegou até nós sugere um compositor com um senso acurado do aspecto emocional de um texto.